# Bojong Rangkas
Bojong Rangkas is een bestuurslaag in het regentschap Bogor van de provincie West-Java, Indonesië. Bojong Rangkas telt 12.607 inwoners (volkstelling 2010).